# Ivan Bohun
Ivan Bohun (ukrajinsky: Іван Богун) (zemřel 1664) byl ukrajinský kozácký plukovník. Byl blízký spolubojovník a přítel Bohdana Chmelnického, oponoval smlouvám s Polsko-litevskou unií (Haďačské dohodě z roku 1658) i s Ruskem (Perejaslavská dohoda z roku 1654).

## Život
Bohun se narodil v ukrajinsko-rusínské šlechtické rodině. Zúčastnil se chmelnického povstání proti polské vládě na Ukrajině. V červnu 1651 byl zvolen plukovníkem braclavského pluku. Zúčastnil se bitvy u Berestečka proti polskému vojsku pod vedením krále Jana Kazimíra II., které kozáci prohráli. Bitvu Bohun přežil, dal dohromady svůj pluk a v červnu 1652 se zúčastnil bitvy pod Batohem. Tentokrát kozáci zvítězili. Polský velitel Marcin Kalinowski byl zabit a budoucí hejtman Stefan Czarniecki sotva dokázal utéci. Polská porážka byla devastující a umožnila kozákům přejít do útoku a rychle získat kontrolu nad velkou částí Ukrajiny. Až do roku 1657 vedl Ivan Bohun své vojáky v menších potyčkách s Poláky. Bojoval také proti Krymským Tatarům, kteří se v důsledku Zborovské smlouvy z roku 1649 přidali k Polákům proti kozákům.

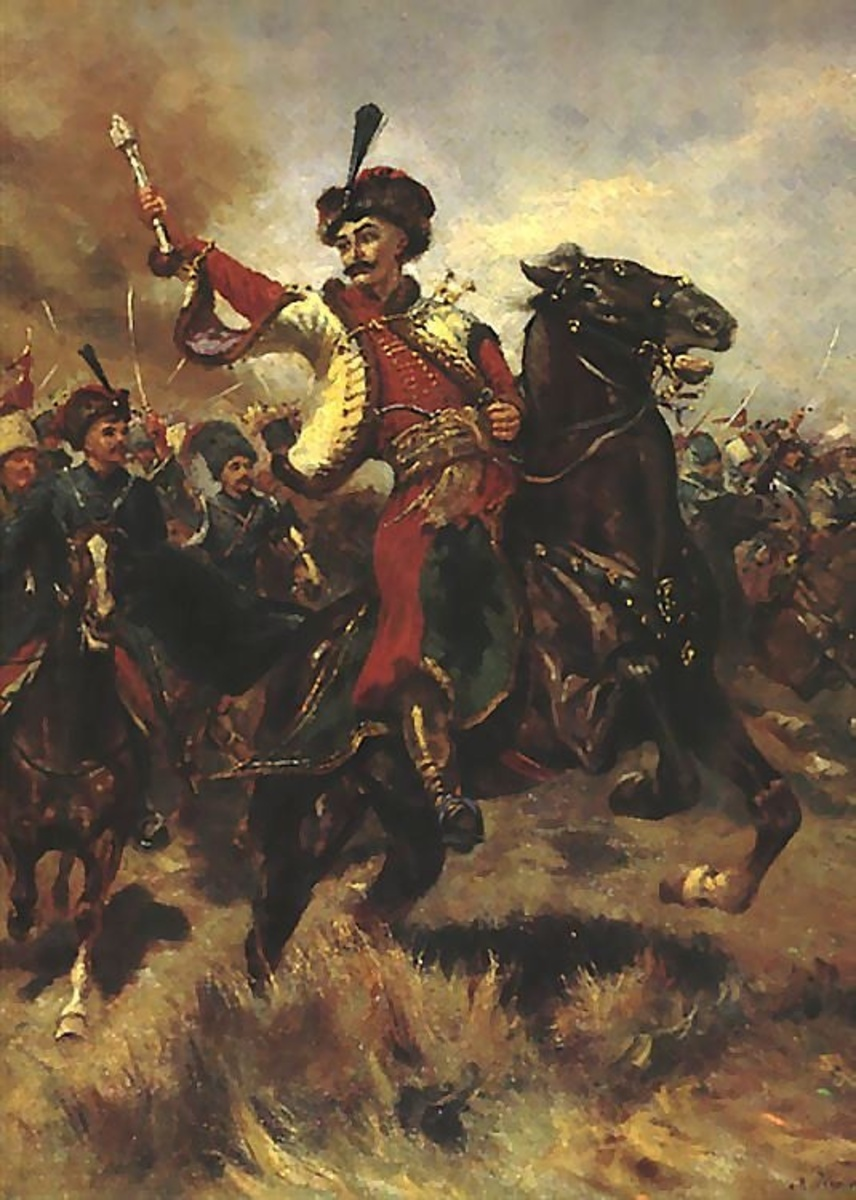
Ivan Bohun v bitvě u Berestečka

Bohun bojoval proti Perejaslavské smlouvě z roku 1654. Po bitvě u Konotopu vedl Ivan Bohun povstalce proti svému bývalému spojenci Ivanu Vyhovskému. Vyhovského armádu porazil na podzim roku 1659.
V roce 1663 byl zajat Poláky. Ti nabídli Bohunovi svobodu výměnou za podporu v chystaném tažení proti Rusku. Během ústupu po katastrofální porážce při obléhání Hluchiva byl Bohun popraven za předání důležitých vojenských informací ruské posádce.

## Odkaz v kultuře
Ivan Bohun se stal populárním ukrajinským lidovým hrdinou. Nesmrtelnost mu přinesl román Ohněm a mečem Henryka Sienkiewicze, ve kterém je na jeho osudech volně založena postava Jurka Bohuna. Tento román byl roku 1999 zfilmován režisérem Jerzy Hoffmanem, Bohuna hrál Aleksandr Domogarov.
Ivan Bohun je také zajímavě popsán v moderním historickém románu o polsko-kozáckých válkách Bohun od Jacka Komudy.
Jeho smrt je každoročně připomínána ve Lvově.